# Argeleusa kurandae
Argeleusa kurandae är en insektsart som beskrevs av George Willis Kirkaldy 1906. Argeleusa kurandae ingår i släktet Argeleusa och familjen vedstritar. Inga underarter finns listade i Catalogue of Life.